# Comuna Dobrici, Dobrici
Dobrici (în bulgară Добрич) este o comună în regiunea Dobrici, Bulgaria, formată din orașul Dobrici. 

## Demografie
Componența etnică a comunei Dobrici
     Turci (7,46%)
     Romi (2,72%)
     Bulgari (80,91%)
     Nicio identificare (8,31%)
     Altele (0,58%)
La recensământul din 2011, populația comunei Dobrici era de 91.030 locuitori. Din punct de vedere etnic, majoritatea locuitorilor (80,91%) erau bulgari, existând și minorități de turci (7,46%) și romi (2,72%). Pentru 8,31% din locuitori nu este cunoscută apartenența etnică.